# Eru Ilúvatar
Eru Ilúvatar é um personagem fictício das obras de J. R. R. Tolkien. Introduzido em O Silmarillion, ele é o Ser Supremo do universo e criador de Arda (Terra). É o criador onipotente, tendo delegado, porém, a maioria de suas ações dentro da Terra aos Ainur. Eru é uma figura importante n'O Silmarillion e também em Contos Inacabados, mas não é mencionado diretamente em outros trabalhos de Tolkien como O Hobbit e O Senhor dos Anéis, onde apenas é aludido como "o Único" no Apêndice A que fala sobre a Queda de Númenor. O nome Eru significa "o Único", e Ilúvatar quer dizer, em élfico, "Pai de Tudo". Simbolicamente, é o equivalente do Deus abraamico (Javé, Yahweh, YHVH). E também baseado no deus nórdico Odin.[carece de fontes?]

## Os Filhos de Eru e outras criações
Inicialmente Eru criou os Ainur de seu pensamento. Eram seres angelicais que o entretinham com música, até que Eru propôs um tema para que eles fizessem a mais maravilhosa das Músicas, e assim eles fizeram. Nessa música os Ainur tiveram a visão do Mundo, Arda como é chamado, e Eru fez com que essa visão se tornasse realidade, colocando a Terra dentro do Vazio, chamado Eä ("aquilo que existe"). A Música também deu a eles a visão dos Filhos de Ilúvatar. Alguns dos Ainur então desceram à Terra para construí-la conforme a Música, e desses Ainur os mais poderosos são chamados Valar, e os menos poderosos, Maiar.
Os Filhos de Ilúvatar são os elfos e os humanos. Os Elfos são os Primogênitos e os Humanos os Sucessores. Os Anões são filhos "adotivos" de Eru. Foram criados pelo Vala Aulë, que estava impaciente com a demora do Despertar dos Filhos de Eru, e então ele deu origem aos Sete Pais dos Anões (Durin entre eles). Eru descobriu e não gostou da impertinência de Aulë, mas se condoeu e permitiu que os Anões vivessem, contanto que despertassem depois dos Elfos.
Há alguns Animais e Vegetais que, além da vida, possuem racionalidade, e diz-se que foi a pedido de Manwë, rei dos valares, que foi concedida sabedoria a seres como Huan, o Cão de Oromë e às Águias de Manwë, como Thorondor e Gwaihir. Alguns crêem que esses seres sejam na verdade Maiar. Outro exemplo são os Ents, os Pastores das Árvores. Yavanna, a Valië responsável pelas plantas, amava acima de tudo as Árvores, mas temia por elas, pois não podiam fugir. Aconselhou-se então com Manwë, que consultou Ilúvatar e permitiu que Yavanna criasse os Ents, criaturas arvorescas que podiam caminhar e falar, e estes protegeriam as Florestas. O exemplo mais famoso de Ent é Barbárvore.
Eru é também aquele que possui a Chama Imperecível, e é por isso que ele é o único capaz de criar a vida independente. Todas as criaturas criadas indiretamente por Eru, como os Anões, têm de ser abençoadas por Eru com a Chama Imperecível, para que não sejam meros títeres de seu criador. Melkor o mais poderoso dos Ainur, mas que, querendo o poder de deus, se rebelou tornando-se o primeiro Senhor do Escuro do mundo, desejava a Chama Imperecível e procurou muito tempo por ela, em vão, pois a Chama está dentro de Eru Ilúvatar. O que Melkor pôde então fazer foi deturpar as criaturas já vivas. Os orcs são, segundo relatos contidos em o Silmarillion, elfos que foram aprisionados e torturados até não resistirem e se corromperem ao ponto que são vistos, maus e fieis somente ao senhor do escuro assim como os Balrogs são Maiar que Melkor atraiu para si e corrompeu. Os Trolls são também cópias mal feitas de Ents. Já os Dragões não têm origem certa.